# Metaltech: Earthsiege
Metaltech: Earthsiege é um videogame de simulação ao estilo mecha desenvolvido pela Dynamix e lançado em 1994. Earthsiege é o primeiro em uma longa linha de videogames no universo Earthsiege, que contém  Earthsiege 2 (1996) e Metaltech: Battledrome (1994),  assim como os jogos de estratégia MissionForce: CyberStorm (1996) e Cyberstorm 2: Corporate Wars (1998), uma sequência direta ao simulador-mecha Starsiege (1999), e os jogos de tiro de primeira pessoa Starsiege: Tribes (1998), Tribes 2 (2001), Tribes Aerial Assault (2002), Tribes: Vengeance (2004) e Tribes: Ascend (2012).
Em Earthsiege, os jogadores são colocados na cabine de pilotagem de várias máquinas de guerra bípedes conhecidas como HERCULAN  (Unidade de Combate Roboticizada por Emulação Humaniforme com Navegação Articulada por Pernas, ou 'HERCs'). Situado no século 25 ou 26, o Earthsiege é um cenário tecnologicamente avançado, com muitas armas e veículos futuristas. Earthsiege ocorre em toda a América do Norte, América do Sul, Antártica e Ásia.
Em 2015, Earthsiege foi lançado como freeware pela Hi-Rez Studios.

## Enredo
Em 29 de novembro de 2471, a corrida pela verdadeira inteligência artificial terminou quando o Sentinel Cybertronix ativou o Project: Prometheus. Prometeu foi um protótipo, a primeira máquina híbrida cibernética, ou Cybrids (Starsiege) Cybrid. A produção em massa desses Cybrids e seu uso na guerra, a ponto da guerra nuclear, devastou a população da Terra. No rescaldo, os Cybrids se voltaram contra seus criadores humanos, forçando os humanos a se esconderem. Vinte anos depois, os humanos começaram sua própria resistência. Usando táticas de acertar e correr contra as máquinas, os humanos conseguiram sobreviver e até capturar armas e equipamentos Cybrid.

## Jogabilidade
A jogabilidade em "Earthsiege" consiste em pilotar os HERCs no estilo mecha em combate contra os HERCs opostos. O HERC pode ser guiado com um teclado ou joystick, embora alguns controles sejam encontrados apenas no teclado. O mouse pode ser usado para interagir com os vários botões na cabine de pilotagem. O jogo inteiro tem no mínimo 5 campanhas de cerca de 7 missões cada. O sucesso e o fracasso das missões podem desencadear missões e campanhas secundárias para corrigir falhas anteriores, resultando em 45 missões em 8 campanhas.
HERCs batalham com várias armas de longo alcance e projéteis, incluindo laser, míssil e canhões automáticos. Eles oferecem escudos recarregáveis e placas de blindagem para defesa. Quando os escudos se esgotam, a armadura começa a sofrer dano; quando a armadura é baixa, componentes internos podem sofrer danos e armas e até membros podem ser destruídos. Um HERC que perdeu uma perna é imediatamente incapacitado, deixando mais recuperação (na forma de sucata e armas) para o jogador.
Fora da batalha, o jogador gerencia os HERCs e os recursos de seu esquadrão. O jogador seleciona as armas montadas em cada HERC e pode reparar os HERCs e armas existentes, bem como construir novos, com sucata. Além disso, o jogador pode trazer até três companheiros de esquadrão nas missões. Companheiros de esquadrão podem receber HERCs antes da missão começar, e durante uma missão eles podem receber ordens básicas. À medida que os companheiros de esquadrão completam mais missões, suas habilidades e classificação aumentam.

## Pacote de expansão
Em 1995, um pacote de expansão para Earthsiege foi lançado, apresentando uma introdução em vídeo em movimento total. A expansão coloca a humanidade contra uma segunda onda de atacantes Cybrid 3 meses após o final do jogo original. O pacote de expansão apresentava novos conteúdos, como novos veículos e armas.

## Recepção
Computer Gaming World classificou o jogo como "a melhor tentativa até agora de criar uma simulação futurista de combate blindado gigante", elogiando os gráficos e a animação. Eles, no entanto, analisaram as missões excessivamente difíceis do jogo, falha de missão sem consequências e uma série de "pequenas, mas irritantes, falhas e decisões questionáveis de design".
Next Generation revisou a versão para PC do jogo, classificando-a em quatro estrelas em cinco, e afirmou que "Sem dúvida, o melhor simulador de mech disponível."